# 마리야 스피리도노바

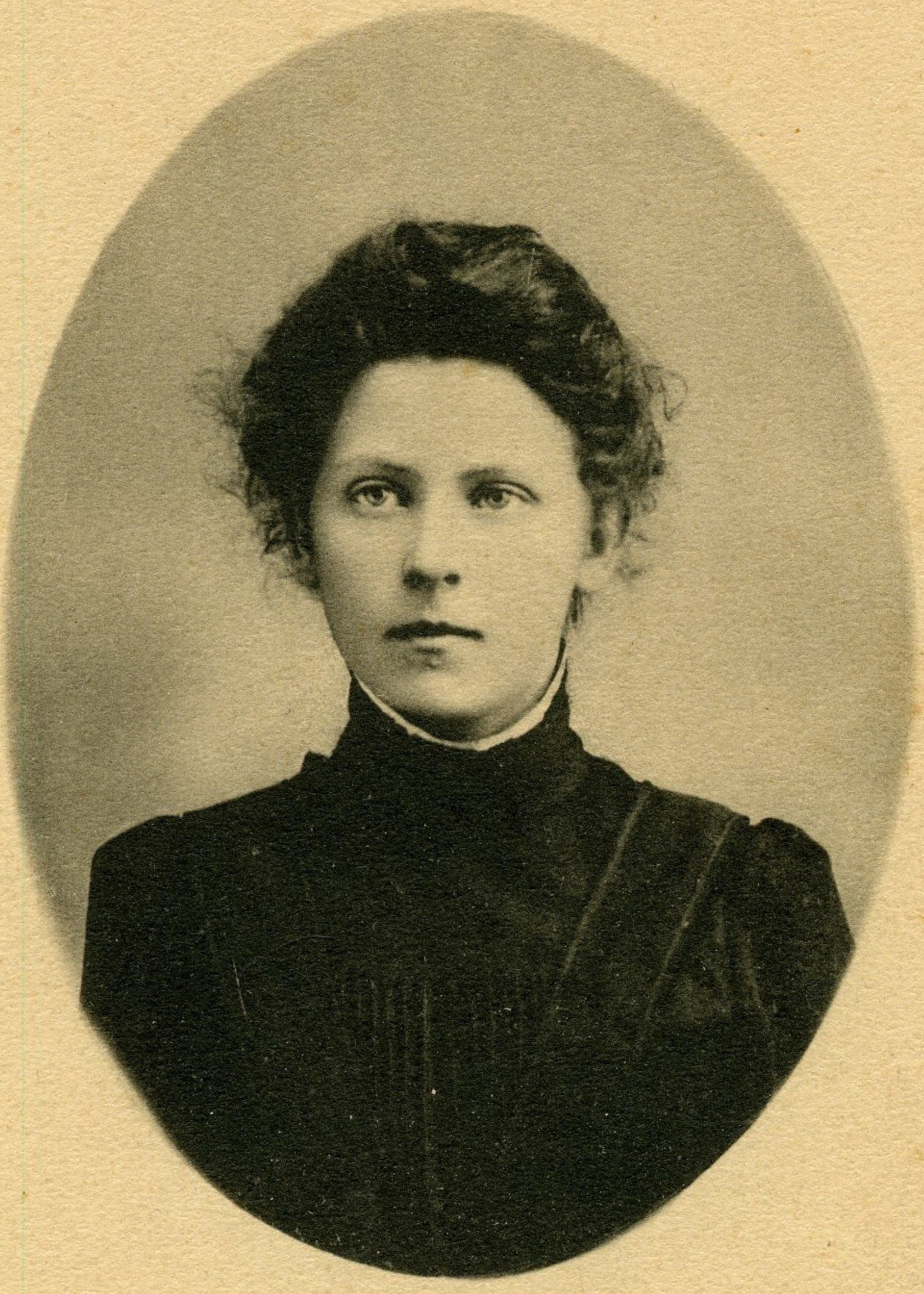

마리야 알렉산드로브나 스피리도노바(러시아어: Мари́я Алекса́ндровна Спиридо́нова: 1884년 10월 16일-1941년 9월 11일)는 러시아의 나로드니키 혁명가다. 1906년 탐보프 사회주의혁명당 지역 투쟁조직(테러리즘 실행조직)의 말단 조직원으로서 관헌이자 지주인 가브릴 루제노프스키를 암살해 체포되어 고문당했다. 이 일로 차리즘에 저항하는 투사로서 전국적인 명성을 얻었다.
11년간 시베리아 유형생활을 하다 1917년 러시아 혁명으로 석방되어 유럽 러시아로 귀환한 스피리도노바는 극빈자, 특히 농민의 영웅으로 대접받았다. 사회주의혁명당 좌파의 수장으로서 스피리도노바는 볼셰비키의 알렉산드라 콜론타이와 함께 러시아 혁명에서 둘 뿐인 지도부급 여성 혁명가였다.:part II, p. 842
볼셰비키가 권력을 잡은 1918년 이후 스피리도노바는 여러 차례 체포되고, 투옥되고, 정신병원에 강제입원당하기를 반복했으며, 결국 1941년 메드베데프숲의 학살 때 총살되었다. 뿐만 아니라 스피리도노바는 히스테릭한 극단주의자로 묘사하는 여성혐오적인 역사수정이 가해져 아예 망각 속으로 잊혀졌다. 소련 밖에서는 1920년 이후의 스피리도노바의 행적을 전혀 추적하지 못했고,:part I, p. 194 사망시기조차 1937년인지 1941년인지 확증하지 못하고 있었다. 1990년대에 소련이 망하고 정보 공개가 된 이후에야 비로소 스피리도노바의 후반 생애에 대한 역사적 재구성이 가능하게 되었다.